# Vijand
Vijand is een term die gebruikt wordt om een persoon of groep van personen aan te geven die de eigen denkbeelden meestal met behulp van geweld tegenstreven. De term wordt vaak gebruikt in de context van oorlog, maar soms ook in sport of spel, al is de geweldsfactor hier in het algemeen niet of veel minder van toepassing.
Vijandschap kan door diverse oorzaken ontstaan. Een mogelijke oorzaak is dat personen of groepen van personen dezelfde of juist tegengestelde doelen nastreven, en elkaar daarbij beconcurreren. Wanneer het belang van het doel of de drijfveer om het doel te behalen groot genoeg is, kan de onderlinge wedijver uitgroeien tot vijandschap.
Een andere veel voorkomende oorzaak van vijandschap is wraakgevoel. Wanneer een persoon of groep van personen iets overkomt, en een andere persoon of groep wordt daar - al dan niet terecht - voor verantwoordelijk gehouden, kan haat ontstaan, die de oorzaak is van vijandige acties.
Nagenoeg alle staten kennen in hun nationale wetgeving strafbepalingen tegen vormen van landverraad en hulpverlening aan de vijand.